# Yauco (Yauco)
Yauco es un barrio-pueblo ubicado en el municipio de Yauco en el Estado Libre Asociado de Puerto Rico. En el Censo de 2010 tenía una población de 3091 habitantes y una densidad poblacional de 3.706,34 personas por km².

## Geografía
Yauco se encuentra ubicado en las coordenadas 18°2′11″N 66°50′58″O / 18.03639, -66.84944. Según la Oficina del Censo de los Estados Unidos, Yauco tiene una superficie total de 0.83 km², que corresponden a tierra firme.

## Demografía
Según el censo de 2010, había 3091 personas residiendo en Yauco. La densidad de población era de 3.706,34 hab./km². De los 3091 habitantes, Yauco estaba compuesto por el 81,69% blancos, el 6,18% eran negros, el 0,39% eran amerindios, el 0,23% eran asiáticos, el 9,9% eran de otras razas y el 1,62% pertenecían a dos o más razas. Del total de la población el 99,29% eran hispanos de cualquier raza.